# Чорноморія
«Чорноморія» — перша у Миколаєві некомуністична газета, часів перебудови, яка виходила з грудня 1989 по травень 1993 рр. Видання ради осередків регіональної організації НРУ, з № 1 (10), 1991 року — незалежне видання. Загалом вийшло 11 чисел. Девізом були слова Тараса Шевченка — «В сім'ї вольній, новій…» .

## Виготовлення та друк
Виготовлялась класичним способом як періодичний самвидав. Макет — друковані на машинці тексти, без фотографій і малюнків. Тиражування перших чисел відбувався у Вільнюсі за сприянням Литовського руху за незалежність «Саюдіс» та Громади українців Литви (контактні особи — Василь Капкан, Людмила Жильцова).
Наклад — понад 500 примірників, а останній номер за травень 1993 р. був надрукований у кількості 3000 екз. (але так і не був розповсюджений через внутрішній розкол обласної організації НРУ). Два останні числа були надруковані в Миколаєві в одній з державних друкарень.

## Редакція
Авторами статей були активісти НРУ, ТУМ та УГС — Іван Царинний (головний редактор 1989—1992 рр.), Ніна Долинська-Царинна(у 1992—1993 рр. — головний редактор), Анатолій Іванюченко, Ігор Гаврилишин, Володимир Кацан, Олекса Мот, Василь Авраменко, Василь Сліпець, Олександр Малицький, Вахтанг Кіпіані. Ідея назви належить відомому миколаївському поету Валерію Бойченку.

## Додатки
У квітні 1990 року вийшло єдине число додатку «На сторожі», який пізніше видавався як орган обласної організації УРП.
У квітні-травні 1990 року вийшли 2 числа додатку «Дайджест», який пізніше перейшов під егіду обласної організації УРП.